# Judô nos Jogos Pan-Americanos de 1987
As competições de judô nos Jogos Pan-Americanos de 1987 foram realizadas em Indianápolis, Estados Unidos. Esta foi a sexta edição do esporte nos Jogos Pan-Americanos, de 8 a 12 de agosto. Houve dezesseis competições, sendo oito masculinas e oito femininas.

## Medalhistas

### Masculino
| Evento           | Ouro                          | Prata                        | Bronze                                                       |
| ---------------- | ----------------------------- | ---------------------------- | ------------------------------------------------------------ |
| Até 60 kg        | Sérgio Pessoa · Brasil        | Kevin Asano · Estados Unidos | José Rodríguez Carbonell · Cuba · Jorge Di Nocco · Argentina |
| Até 65 kg        | Ismael Borboña Luputey · Cuba | Nelson Onmura · Brasil       | Eduardo Landazury · Colômbia · Víctor Rivera · Porto Rico    |
| Até 71 kg        | Mike Swain · Estados Unidos   | Luís Onmura · Brasil         | Ignacio Sayu · Cuba · Rómulo Álvarez · Venezuela             |
| Até 78 kg        | Jason Morris · Estados Unidos | Carlos Huttich · México      | Kilmar Campos · Venezuela · Andrés Franco Ramos · Cuba       |
| Até 86 kg        | Rinaldo Caggiano · Brasil     | Charles Griffith · Venezuela | José González Rosabal · Cuba · William Medina · Colômbia     |
| Até 95 kg        | Aurélio Miguel · Brasil       | Joseph Meli · Canadá         | Belarmino Salgado · Cuba · Leo White · Estados Unidos        |
| Mais de 95 kg    | Frank Moreno García · Cuba    | Frederico Flexa · Brasil     | Douglas Nelson · Estados Unidos · Fred Blaney · Canadá       |
| Categoria aberta | Jorge Fiz Castro · Cuba       | Damon Keeve · Estados Unidos | Rogerio Cherobim · Brasil · Fred Blaney · Canadá             |

### Feminino
| Evento           | Ouro                             | Prata                                   | Bronze                                                          |
| ---------------- | -------------------------------- | --------------------------------------- | --------------------------------------------------------------- |
| Até 48 kg        | Monica Angelucci · Brasil        | Maricela Bonelli · Cuba                 | Lyne Poirier · Canadá · Darlene Anaya · Estados Unidos          |
| Até 52 kg        | Lisa Boscarino · Porto Rico      | Jo Anne Quiring · Estados Unidos        | Kathy Hubble · Canadá · Maritza Pérez Cárdenas · Cuba           |
| Até 56 kg        | Cecilia Alacán · Cuba            | Eve Aronoff · Estados Unidos            | Nathalie Gosselin · Canadá · Olga Lugo · Venezuela              |
| Até 61 kg        | Lynn Roethke · Estados Unidos    | Natasha Hernández · Venezuela           | Mandy Clayton · Canadá · Soraya Carvalho · Brasil               |
| Até 66 kg        | Sandra Greaves · Canadá          | Andrea Hernández · República Dominicana | Christine Penick · Estados Unidos · Marcia Quiñónez · Equador   |
| Até 72 kg        | Soraia André · Brasil            | Alison Webb · Canadá                    | Anny Hernández · Venezuela · María Cangá · Equador              |
| Mais de 72 kg    | Nilmari Santini · Porto Rico     | Margaret Castro · Estados Unidos        | Estela Rodríguez Villanueva · Cuba · Rosemeri Salvador · Brasil |
| Categoria aberta | Margaret Castro · Estados Unidos | Estela Rodríguez Villanueva · Cuba      | Ivana Santana · Brasil · Francis Gómez · Venezuela              |

## Quadro de medalhas
| Posição | Nação                    |    |    |    | Total |
| ------- | ------------------------ | -- | -- | -- | ----- |
| 1       | BRA Brasil               | 5  | 3  | 4  | 12    |
| 2       | USA Estados Unidos       | 4  | 5  | 4  | 13    |
| 3       | CUB Cuba                 | 4  | 2  | 7  | 13    |
| 4       | PUR Porto Rico           | 2  | 0  | 1  | 3     |
| 5       | CAN Canadá               | 1  | 2  | 6  | 9     |
| 6       | VEN Venezuela            | 0  | 2  | 5  | 7     |
| 7       | MEX México               | 0  | 1  | 0  | 1     |
|         | DOM República Dominicana | 0  | 1  | 0  | 1     |
| 9       | COL Colômbia             | 0  | 0  | 2  | 2     |
|         | ECU Equador              | 0  | 0  | 2  | 2     |
| 11      | ARG Argentina            | 0  | 0  | 1  | 1     |
| Total   | Total                    | 16 | 16 | 32 | 64    |